# Ariërs

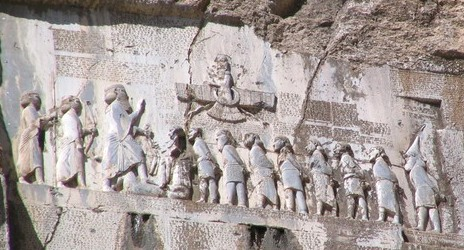
De Behistuninscriptie van de zesde eeuw v.Chr. is een van de eerste inscripties waar het woord ariër gebruikt werd, met de betekenis Iraniër.

De Ariërs (van Sanskriet āryan, nobel, rein, puur) waren een groep volkeren, die zich ruim 5000 jaar geleden gevestigd hebben in het huidige Iran en omstreken, en later ook in de noordelijke helft van het Indisch Subcontinent, waar zij zich met de Indusvalleibeschaving mengden. Darius de Grote (koning van Perzië) noemt in een van zijn inscripties zijn dynastie Arisch van afkomst.

## Avesta
Volgens Gherardo Gnoli bevat de Avesta de namen van verschillende stammen die dicht bij elkaar leefden: de Airya's (Ariërs), Tuirya's (Toeraniërs), Sairima's (Sarmaten), Sainus (Saken) en Dahi's (Dahae).
Zoroaster was afkomstig uit het Airya-volk, maar hij predikte zijn boodschap ook aan andere naburige stammen.

## Veda's
De term is bekend uit de Veda's, religieuze kronieken uit India die vanaf 1500 v.Chr. geschreven zijn. Historici en godsdienstwetenschappers uit de 19e en 20e eeuw dachten dat het om een volk of groep volkeren ging, maar het is waarschijnlijker dat iedereen die zich aan de rituele voorschriften uit de Veda's hield ārya (rein) was. 

## Taalkunde
In de taalkunde en antropologie werd de term overgenomen en nog steeds gebruikt om de sprekers van een familie van talen of een bepaalde groep volkeren mee aan te duiden. Oorspronkelijk waren dit naast de schrijvers van de Veda's in India (Indo-Ariërs) ook de Iraanse volkeren en de ruimere etno-linguistische groep waartoe deze volken behoren (Indo-Iraans sprekende Indo-Iraniërs). De naam Ariërs raakte met name in het Westen beladen nadat de nazi's hem gebruikten in hun rassenleer. Sinds de Tweede Wereldoorlog wordt daarom door taalkundigen liever het synoniem Indo-Iraniërs gebruikt.

## Arische ras
Het begrip Arisch ras stamt uit de 19e-eeuwse rassenleer.
De afbakening van het begrip "Ariër" is in de taalkunde, geschiedenis, antropologie en de rassenleer van de nazi's verschillend. In Europa is de term Ariër een negentiende-eeuwse aanduiding voor de Indo-Europeanen die enige duizenden jaren voor het begin van de jaartelling Europa vanuit het oosten bevolkten. De term groeide uit tot een racistische aanduiding waarop in de twintigste eeuw de nazi's hun rassenleer baseerden.